# 北条氏昉
北条 氏昉（ほうじょう うじあきら）は、河内狭山藩の第8代藩主。

## 生涯
宝暦10年（1760年）、第7代藩主・北条氏彦の長男として生まれる。明和6年（1769年）、父の死去により家督を継ぐ。相次ぐ百姓一揆や打ちこわしなどの社会不安に対応するため、安永3年（1774年）に軍用方を設置し、安永6年（1777年）には軍備充実のために軍資金の積立を行なった。安永10年（1781年）2月に駿府加番に任じられている。
しかし相次ぐ軍事費をはじめ、天明2年（1782年）7月には陣屋が焼失し、折からの天明の大飢饉でも領内が大被害を受けるなどして藩財政がさらに悪化した。このため、藩士の林弘による税制改革が寛政2年（1790年）より行なわれたが、あまり成功しなかった。享和元年（1801年）10月26日、家督を長男の氏喬に譲って隠居する。
文化8年（1811年）1月16日に死去、享年52。